# Artemia salina
Artemia salina là một loài giáp xác có liên quan chặt chẽ tới Triops và Cladocerans hơn là tới các loài tôm thực sự. Nó là một loài rất cổ mà dường như không thay đổi gì trong 100 triệu năm.

## Mô tả
Con trưởng thành có ba mắt và 11 đôi chân và kích thước có thể lên tới khoảng 15 mm (0,6 in). Máu của chúng có chứa các sắc tố hemoglobin, cũng được tìm thấy ở động vật có xương sống. Con đực khác với con cái là 2 râu lớn đáng kể và trở thành các cơ quan siết chặt được sử dụng trong giao phối.

## Sinh thái học
Trong tự nhiên, chúng sống trong các hồ nước mặn. Chúng gần như không bao giờ được tìm thấy trong một vùng biển rộng, rất có thể vì thiếu thức ăn và tự vệ. Tuy nhiên, Artemia đã được quan sát thấy tại Elkhorn Slough, California, được kết nối với biển. Không giống như hầu hết các loài sống dưới nước, Artemia bơi lộn ngược.
Artemia có thể sống trong nước có hàm lượng muối nhiều hơn hoặc ít hơn nhiều so với nước biển bình thường. Chúng chịu đựng một lượng muối cao là 50%, khi gần như là một dung dịch bão hòa, và có thể sống vài ngày trong các điều kiện nước biển rất khác nhau, chẳng hạn như permanganat kali hoặc bạc nitrat, trong khi iod rất độc hại với chúng. Màu phụ thuộc vào nồng độ muối, với nồng độ cao đem lại cho chúng một màu hơi đỏ. Trong nước ngọt, Artemia salina chết sau khoảng một giờ. Nó ăn chủ yếu tảo xanh.

## Phân loại
Artemia salina lần đầu tiên được mô tả (như Cancer salinus) bởi Carl Linnaeus trong tác phẩm Systema naturae của ông vào năm 1758. Điều này được dựa trên một báo cáo của một người Đức gọi là Schlosser, người đã tìm thấy Artemia ở Lymington, Anh.

## Hinh ảnh

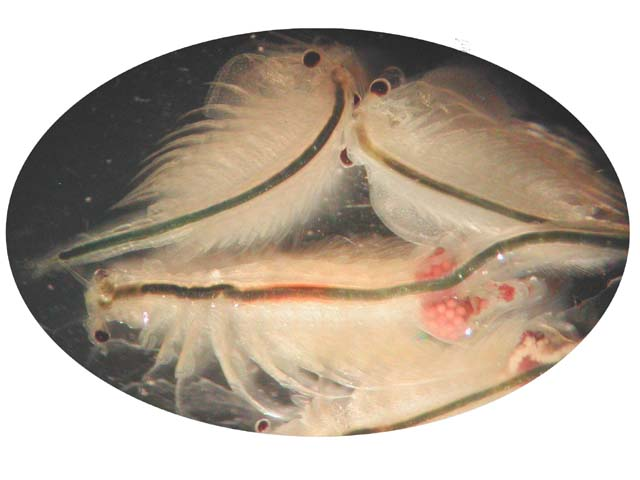
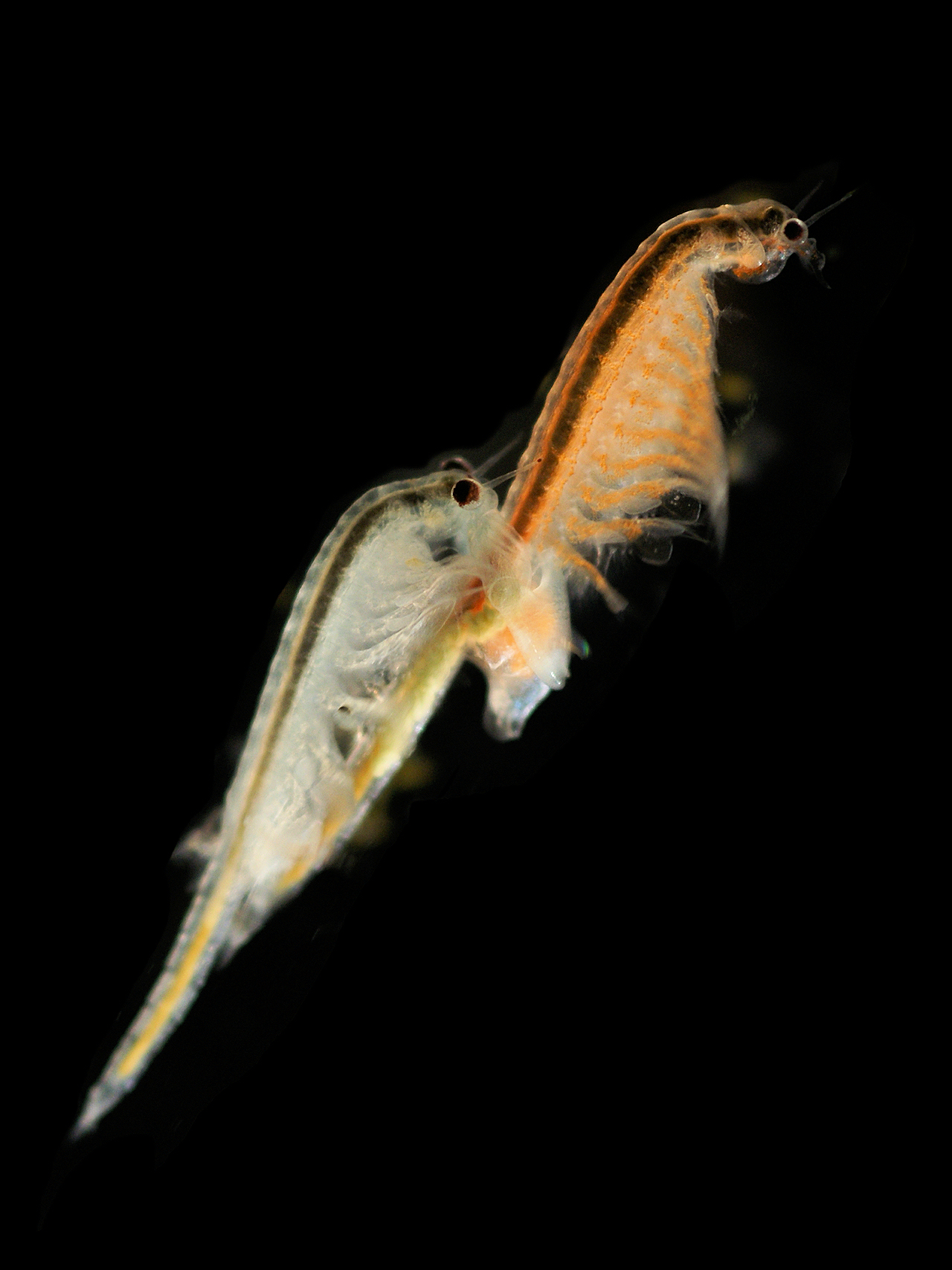
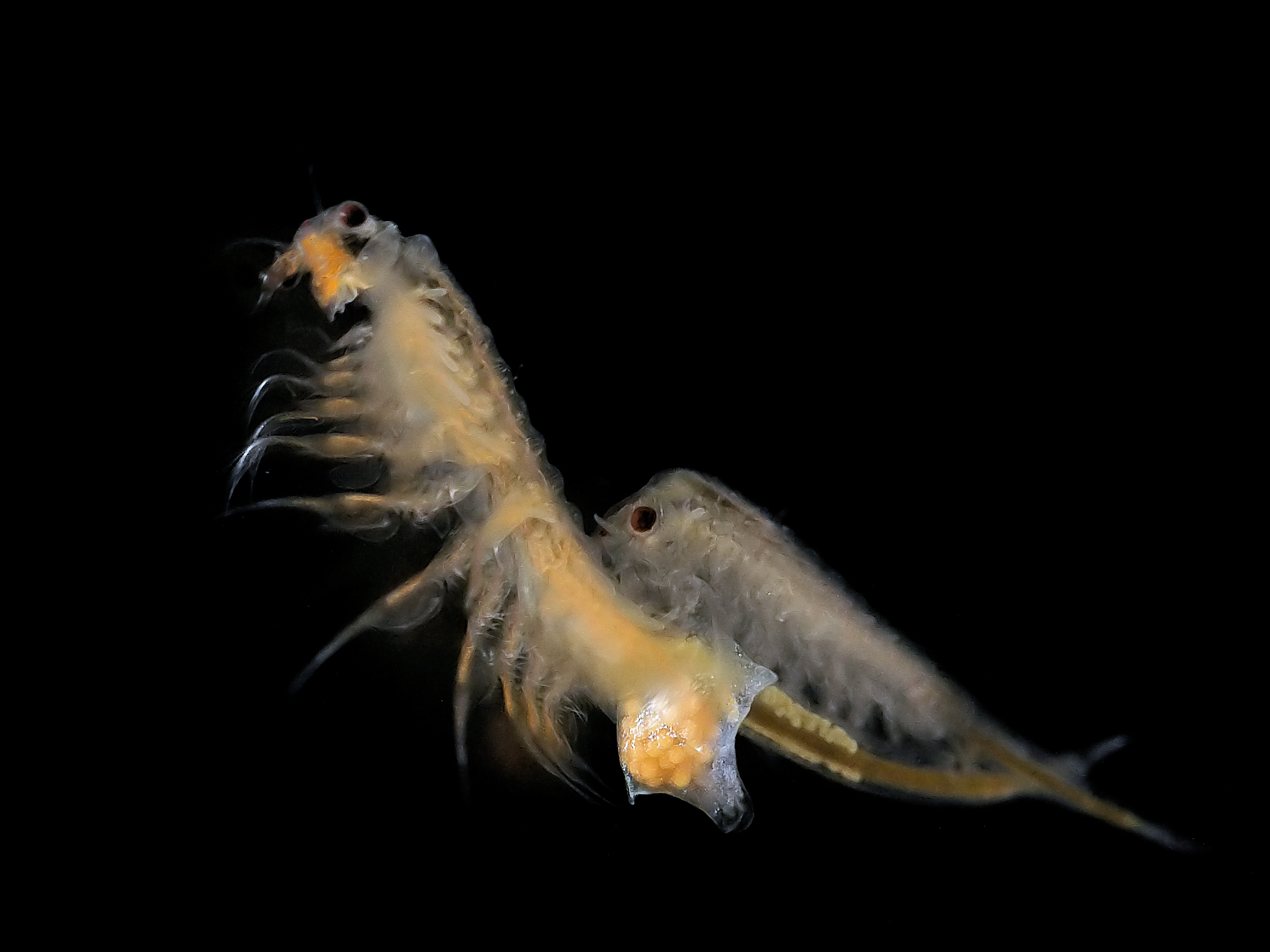
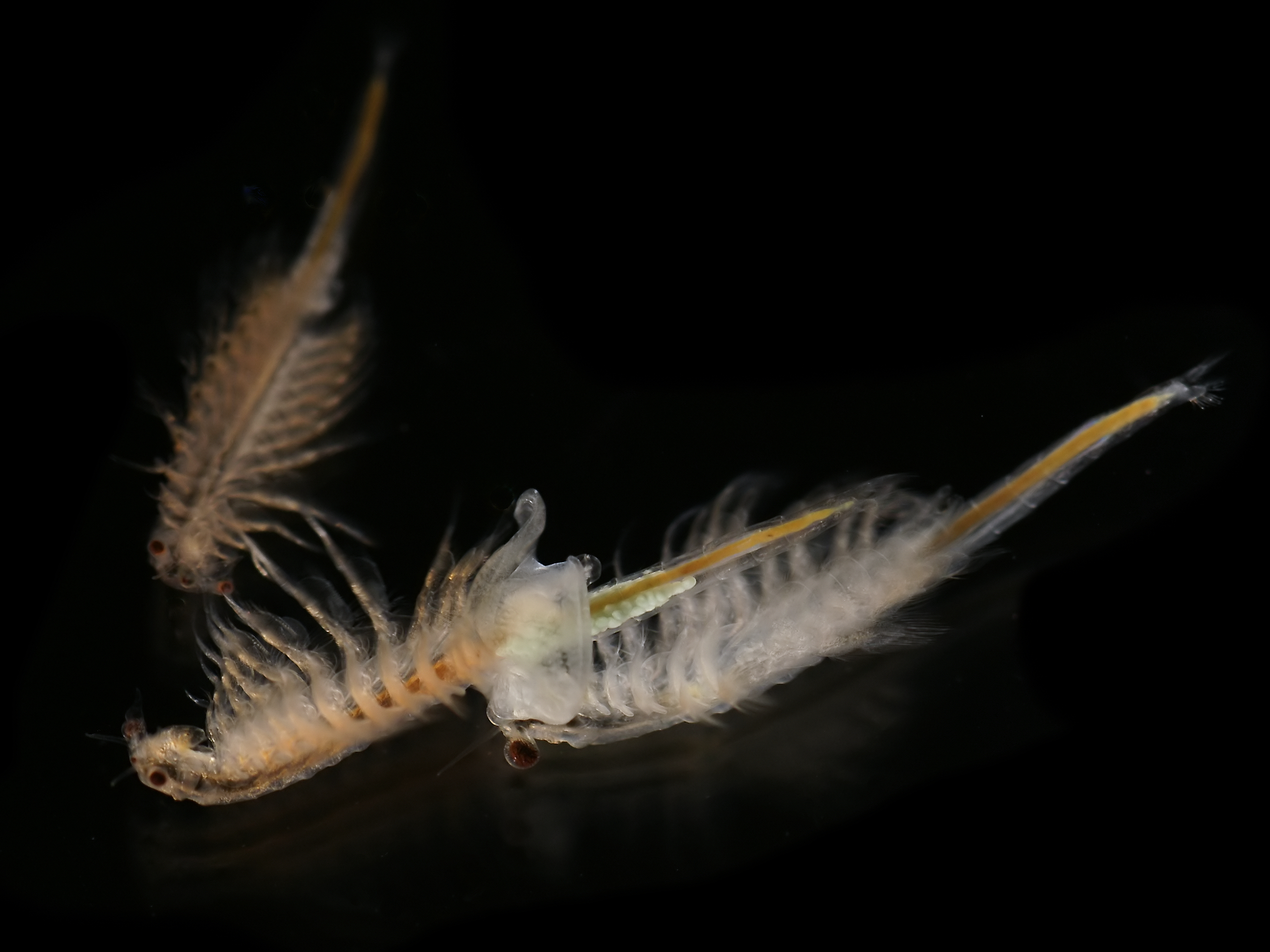
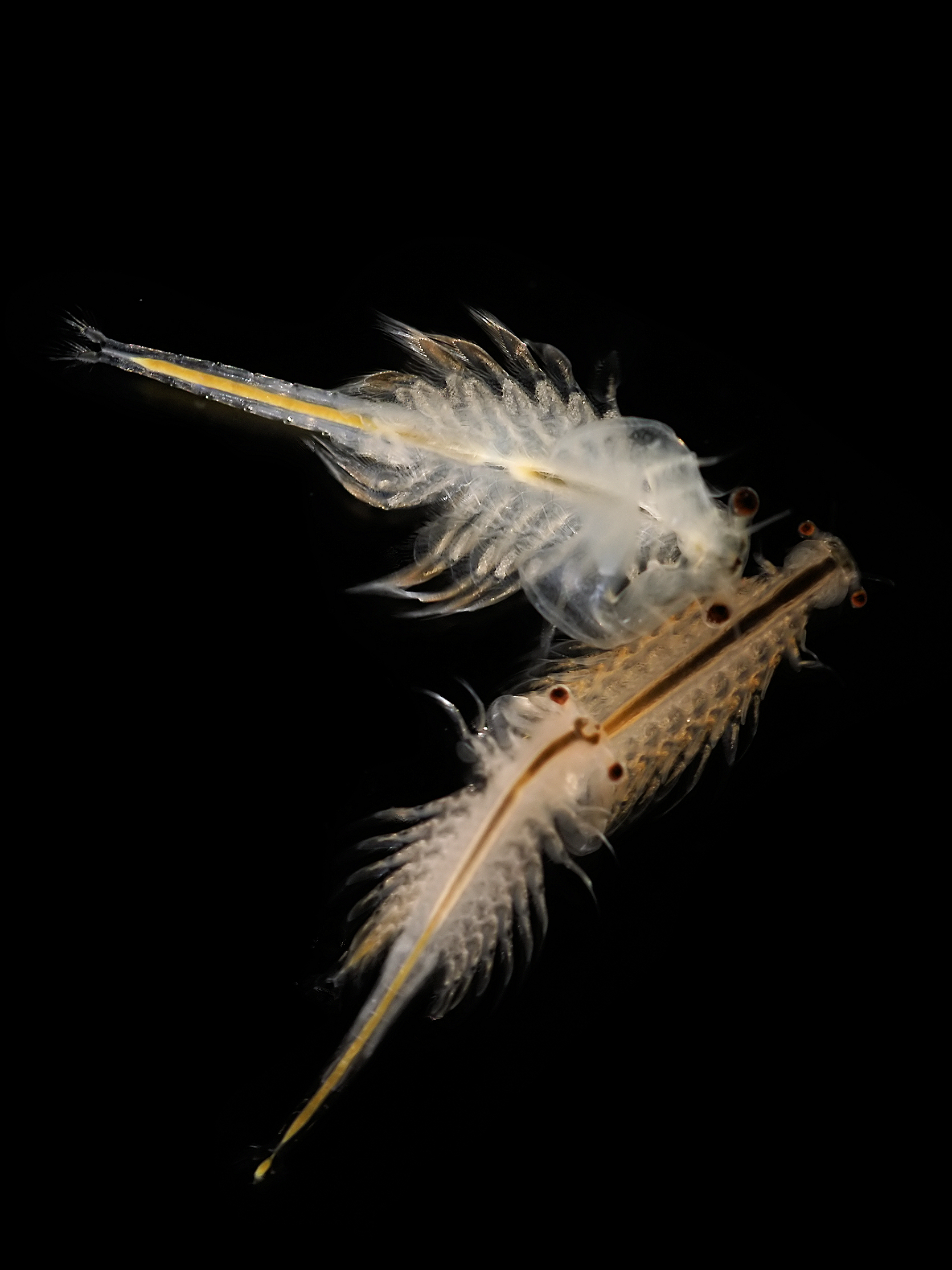
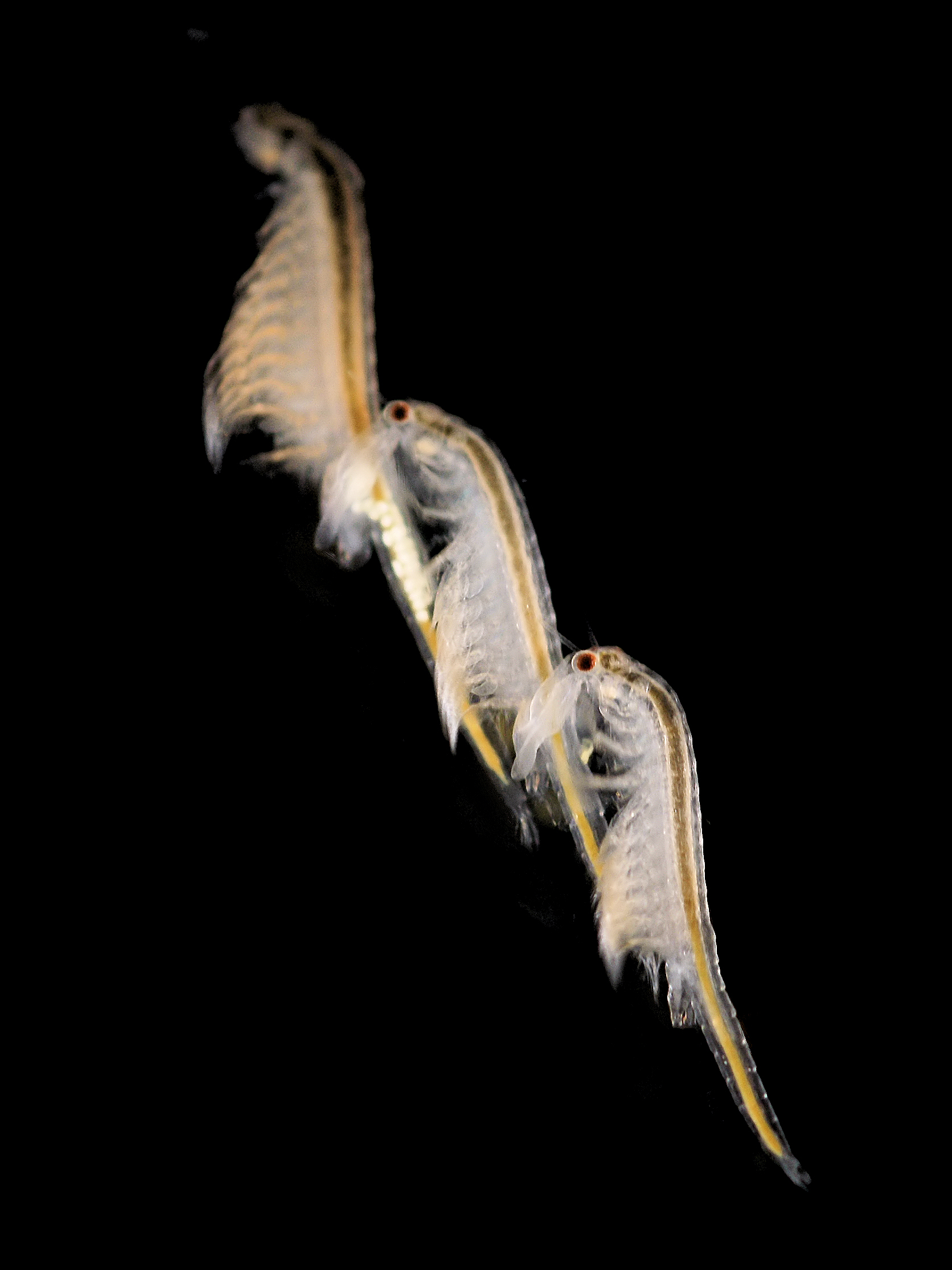